# Luis Eduardo González (nadador)
Luis Eduardo González (Cali, 21 de octubre de 1925-ibidem, 24 de julio de 2019) fue un nadador colombiano de estilo libre. También conocido por su apodo El Tiburón. Se coronó campeón de los 1500 m estilo libre en los Juegos Centroamericanos y del Caribe de Barranquilla 1946; ahí, se convirtió en el primer deportista colombiano en lograr ser récordman de estos juegos con un tiempo de 21:41.08. Posteriormente obtuvo tres medallas de oro y dos de bronce en los Juegos Bolivarianos de 1947 en Lima.
Participó en los Juegos Olímpicos de Londres 1948, donde se clasificó en dos categorías de estilo libre 400 m y 1500 m, y alcanzó la ronda semifinal de los 1500 m Tal hecho fue la figuración más importante de un colombiano en estos juegos.
Falleció en Cali el miércoles 24 de julio de 2019, luego de una vida de grandes éxitos deportivos que sembraron el camino para que futuras generaciones de nadadores regionales se abrieran paso hacia el éxito internacional.